# Tratna ob Voglajni
Tratna ob Voglajni je naselje v Občini Šentjur.